# Нідерландська революція

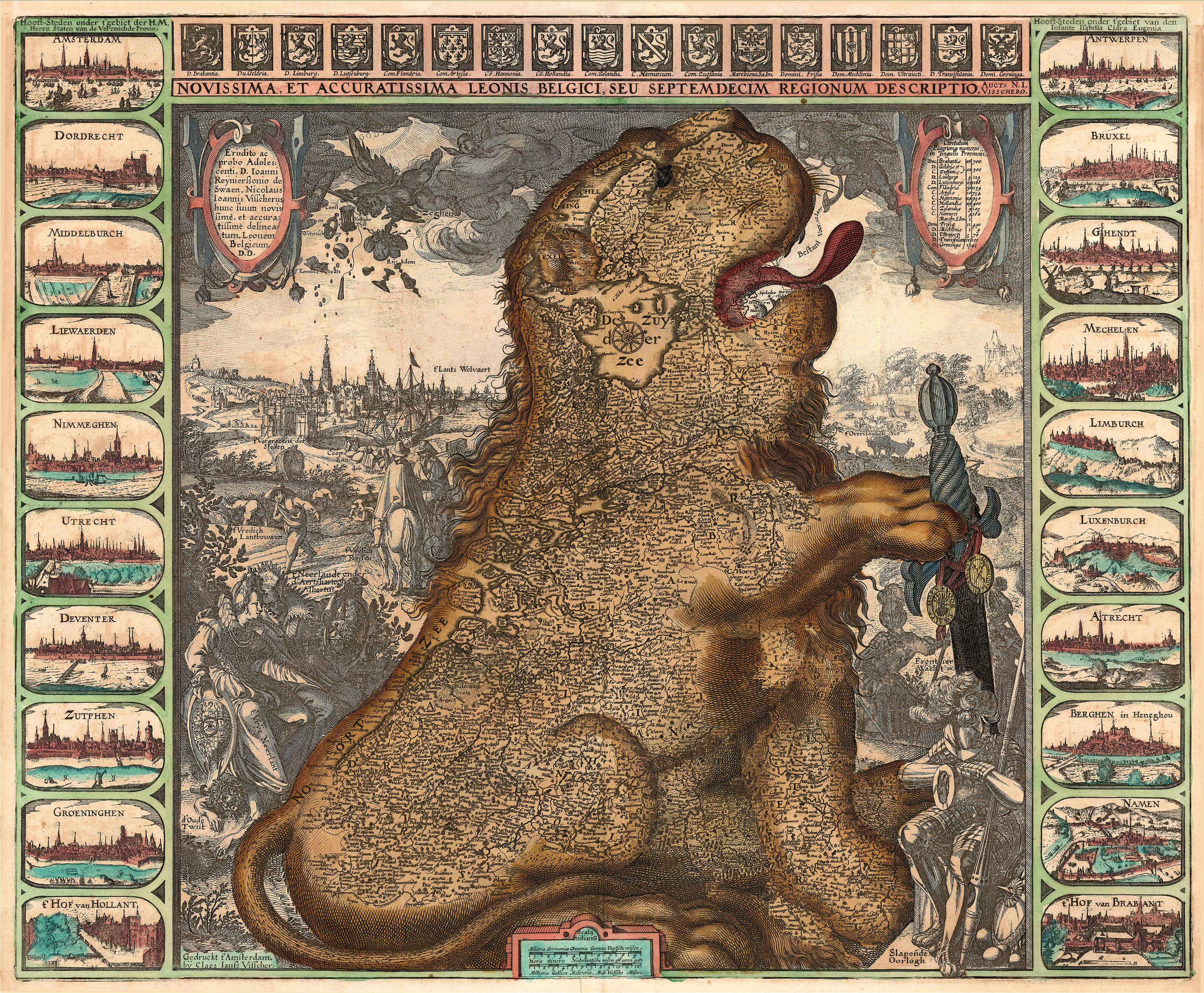
Карта «Leo Belgicus» із зображенням повсталих провінцій (1609).

Нідерла́ндська Револю́ція (нід. Tachtigjarige Oorlog; ісп. Guerra de los Ochenta Años — Вісімдесятирічна війна) — повстання сімнадцяти провінцій у боротьбі за незалежність від Іспанської імперії. У результаті повстання була визнана незалежність Семи Об'єднаних провінцій. Області, відомі нині як Бельгія та Люксембург (ті 10 з 17 провінцій, які залишилися під правлінням Габсбургів), отримали назву Південних Нідерландів. Першим лідером революції був Вільгельм Оранський. Нідерландська революція стала однією з перших успішних соціальних революцій у Європі та призвела до появи перших європейських республік того часу.
Спочатку Іспанії вдавалося стримувати сили ополчення. Однак у 1572 р. повстанці (гези) захопили Брілле, і спалахнуло повстання. Північні провінції здобули незалежність спочатку де факто, а у 1648 р. — де юре. Під час революції Республіка швидко зростала, стаючи світовою силою завдяки торговим суднам, економіці та науці, які швидко розвивалися, а також культурному розвитку.
Південні Нідерланди (сучасна територія Бельгії, Люксембургу та північної Франції) певний час залишалися під владою Іспанії. Однак, тривалий гніт Іспанії на півдні став причиною втечі фінансової, інтелектуальної та культурної еліти на північ, що сприяло успіху Нідерландської республіки. До кінця війни у 1648 р. велика частина території Південних Нідерландів була захоплена Францією, яка під керівництвом кардинала Рішельє та Людовика XIII вступила в союз із голландцями у боротьбі проти Іспанії у 1630-х роках.
Перший етап конфлікту полягав у боротьбі Нідерландів за незалежність. Однак у центрі вже наступного етапу було офіційне оголошення де-факто незалежних Об'єднаних провінцій. Цей етап збігся з підйомом Нідерландської республіки, як потужної сили, і становленням Нідерландської колоніальної імперії.

## Передісторія

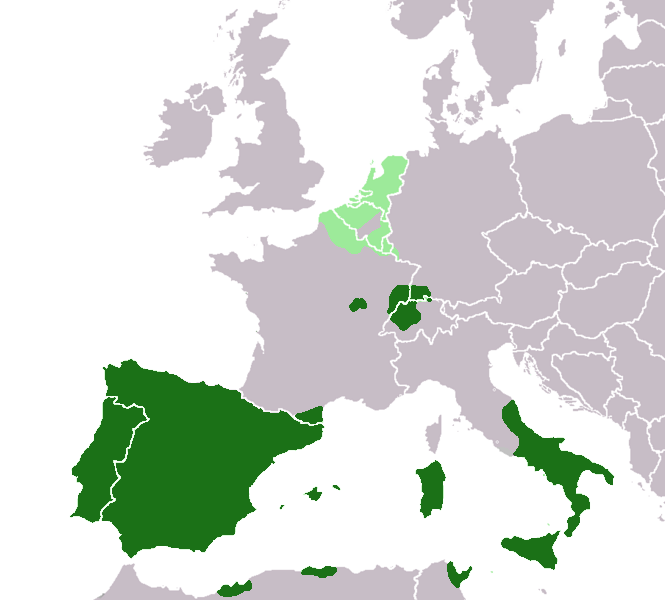
Європейські території під правлінням іспанського короля Філіпа II Габсбурга близько 1580 р. (Нідерланди забарвлені світло-зеленим кольором) на мапі із позначеними сучасними кордонами

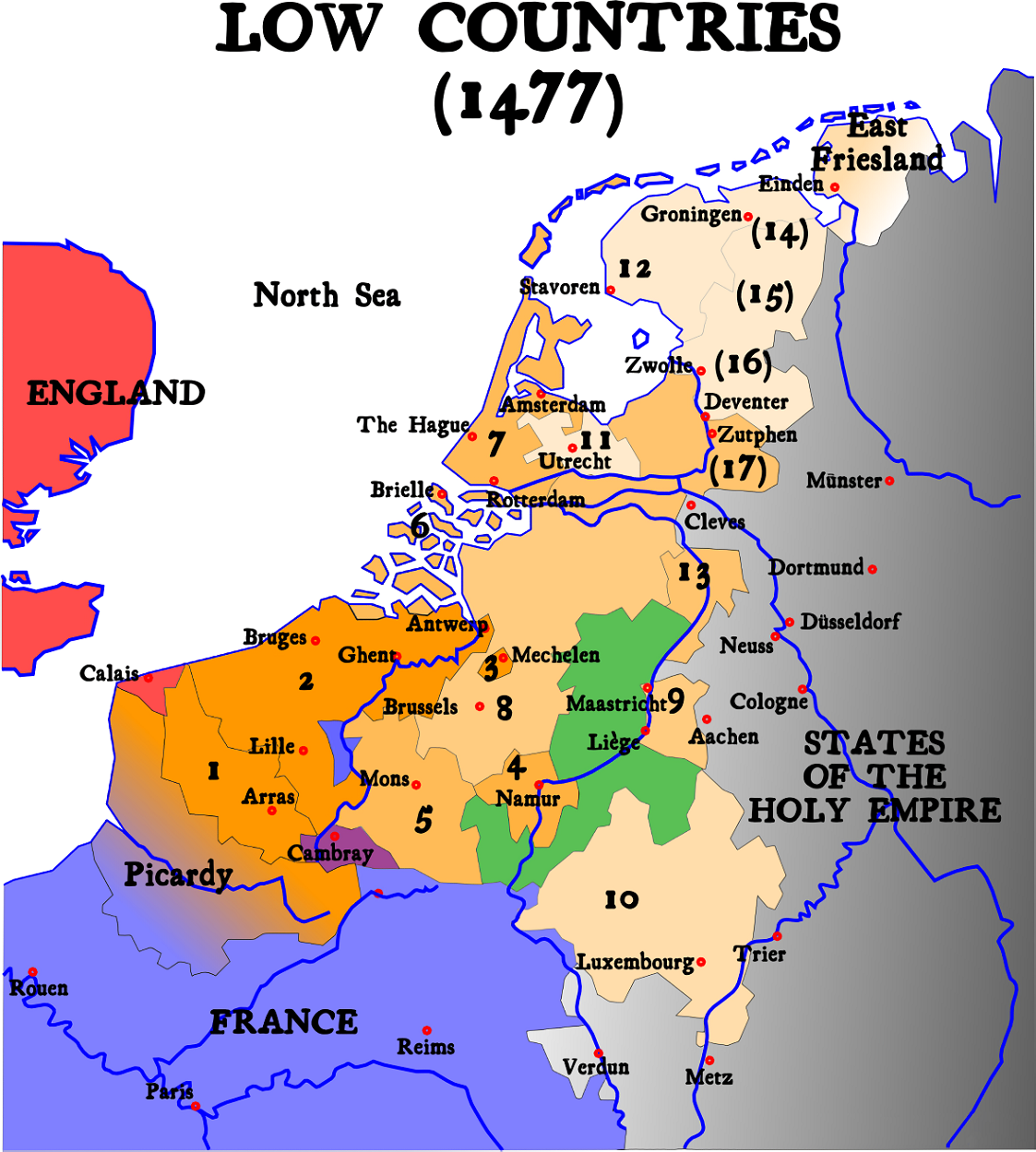
17 провінцій Нідерландів до революції

Карл V отримав Нідерланди у спадок від свого батька Філіпа I Вродливого, а від матері Хуани— Іспанію. Сам Карл V народився на території тодішніх Нідерландів, у місті Гент. 1549 року він видав Прагматичну санкцію, за якою Сімнадцять провінцій виділялися зі складу Священної Римської імперії і ставали спадковими володіннями Габсбургів. У 1555 р. він зрікається Нідерландів на користь свого сина Філіпа II, а у 1556 р. і від іспанської корони. Неврожай 1566, підвищення податків, нетерпимість до протестантизму, породили реакцію у вигляді іконоборчого повстання, яке було спровоковано протестантськими агітаторами. У той момент штатгальтером Нідерландів була Маргарита Пармська. Однак у 1567 р. іспанський король посилає до Нідерландів із широкими повноваженнями герцога Альбу, чиї «антикризові» заходи буквально підривають країну.

### Оподаткування
Фландрія була багатим регіоном, який тривалий час знаходився під владою французьких королів. Інші регіони Нідерландів в рамках імперії також перетворилися на багаті регіони з розвинутим підприємництвом. Імперія Карла V стала світовою, з великими американськими та європейськими територіями. Останнє, однак, була поширено в Європі повсюдно. Контроль та захист територій ускладнювався їх відмінністю і величезною довжиною кордонів імперії. Ця велика держава майже безперервно перебувала у стані війни зі своїми сусідами у Європі, у першу чергу з Францією в італійських війнах і з турками у Середземному морі. Також велися війни проти протестантських князів у Німеччині. Нідерланди виплачували високі податки для фінансування цих воєн, але вони сприймалися як непотрібні, а іноді й просто шкідливі, оскільки вони були спрямовані проти їх найважливіших торговельних партнерів.

### Протестантизм
У ході XVI століття, протестантизм швидко розповсюджувався в північній частині Європи. Нідерландські протестанти, після початкових репресій, були прийняті владою і до них почали ставитися толерантно. До 1560-х років, протестантська громада здобула значний вплив в Нідерландах, хоча в той час була меншістю. У суспільстві, яке залежало від торгівлі, свобода та терпимість були основними питаннями. Тим не менше, Карл V, а потім Філіп II, вважали своїм обов'язком боротися з протестантизмом, який був єрессю з точки зору католицької церкви. Суворі заходи призвели до збільшення скарг у Нідерландах, де органи місцевого самоврядування розпочали реалізовувати курс на мирне співіснування. У другій половині століття ситуація загострюється. Філіп направив війська для придушення повстання та перетворення Нідерландів знову в католицький регіон. Голландські протестанти з їх скромним способом життя виглядали краще порівняно з розкішними, на загальну думку, звичками церковного дворянства.

### Централізація
Зміщення балансу сил у епоху пізнього середньовіччя означало, що багато хто із нідерландських адміністраторів були вже не традиційними аристократами, а вихідцями із незнатних родин (так звана буржуазія), які досягли свого статусу протягом останніх століть. У цій колекції розсіяних аристократичних князівств у союзі і під проводом бургундських герцогів, виділилося більше, ніж коли-небудь, вище дворянство та їх правителі. У XV столітті Брюссель, таким чином, став де-факто столицею сімнадцяти провінцій.
Ще у Середньовіччя райони Нідерландів, представлені дворянством і торговцями, користувалися значною автономією при призначенні адміністраторів. Карл V і Філіп II вдосконалювали управління імперією шляхом підвищення авторитету центральної влади у питаннях права і податків, що викликало підозри серед дворянства і купецтва. Одним з прикладів цього є захоплення влади у місті Утрехт у 1528 р., коли Карл V витіснив Раду Гільдії майстрів, яка керувала містом, власним намісником, котрий узяв владу у всій провінції Утрехт. Карл наказав побудувати великий укріплений замок Вреденбург для захисту від князівства Гельдерн та контролю за громадянами Утрехту. За правління Марії Австрійської (1531—1555 рр.) традиційна влада намісників і вищої знаті була замінена професійними юристами у Державній раді.

## Причини й передумови революції
- Національне гноблення з боку іспанської влади;
- Усунення нідерландської знаті від керування державою;
- Жорстоке переслідування кальвіністів;
- Невідповідність Іспанської політики економічним інтересам Нідерландів.

## Основні вимоги
- Припинення переслідування кальвіністів;
- Відновлення «бургундських вольностей»  — особливих прав, що надавалися Нідерландам за часів правління герцогів Бургундських;
- Виведення іспанських військ з Нідерландів;
- Зменшення податків.

## Початковий етап (1555—1572)

### Прелюдія до повстання (1555—1568)

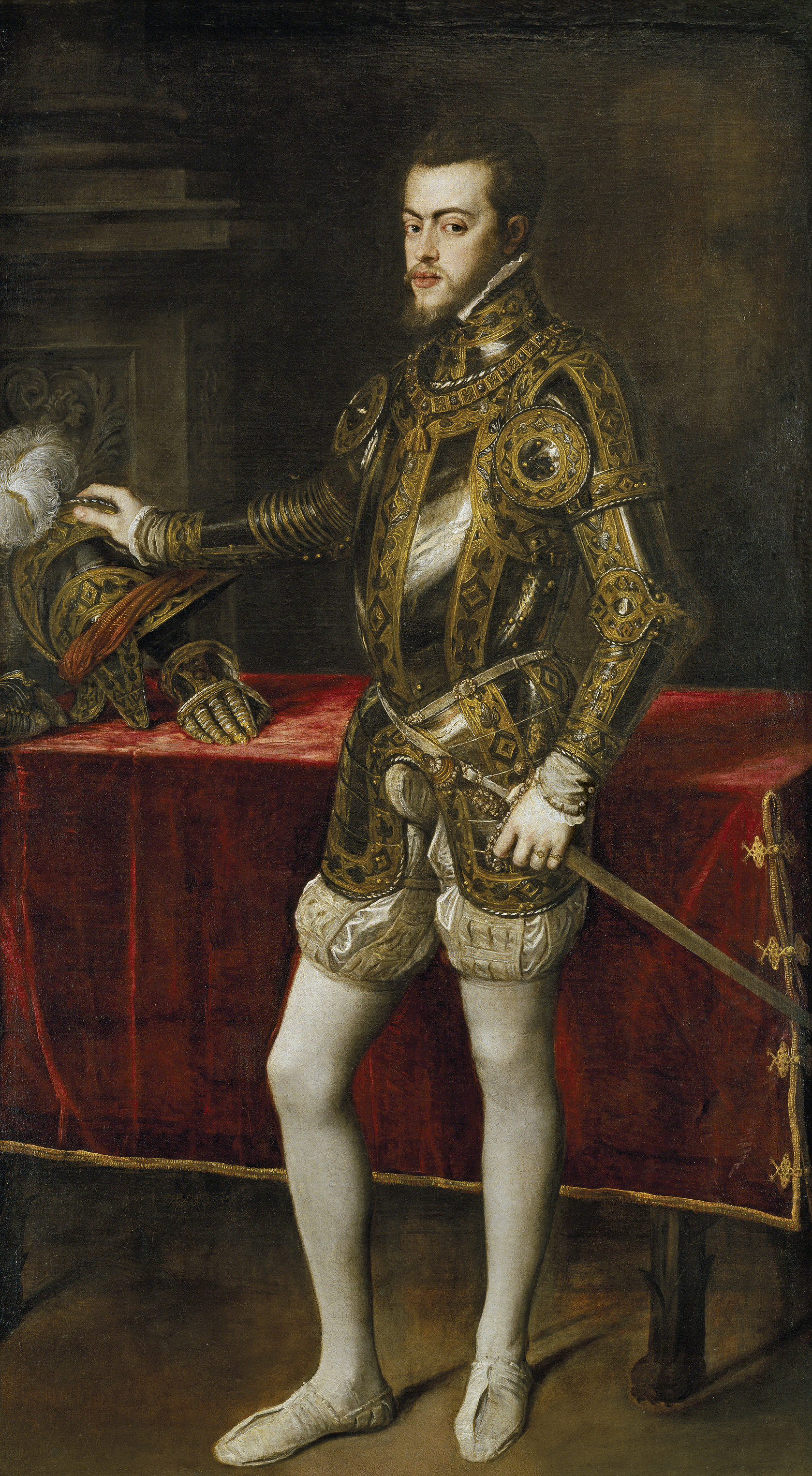
Філіп II Габсбург

У 1556 Карл передав трон своєму сину Філіпу II. Карла, попри суворі методи, розглядали як правителя, який потрібен Нідерландам. Філіп виріс в Іспанії та не володів ні нідерландською, ні французькою мовами. Під час царювання Філіпа становище у Нідерландах загострилося через вище оподаткування, придушення протестантизму і централізацію влади. Зростаючий конфлікт досяг точки кипіння і, у кінцевому підсумку, привів до війни за незалежність.

### Гентське умиротворення

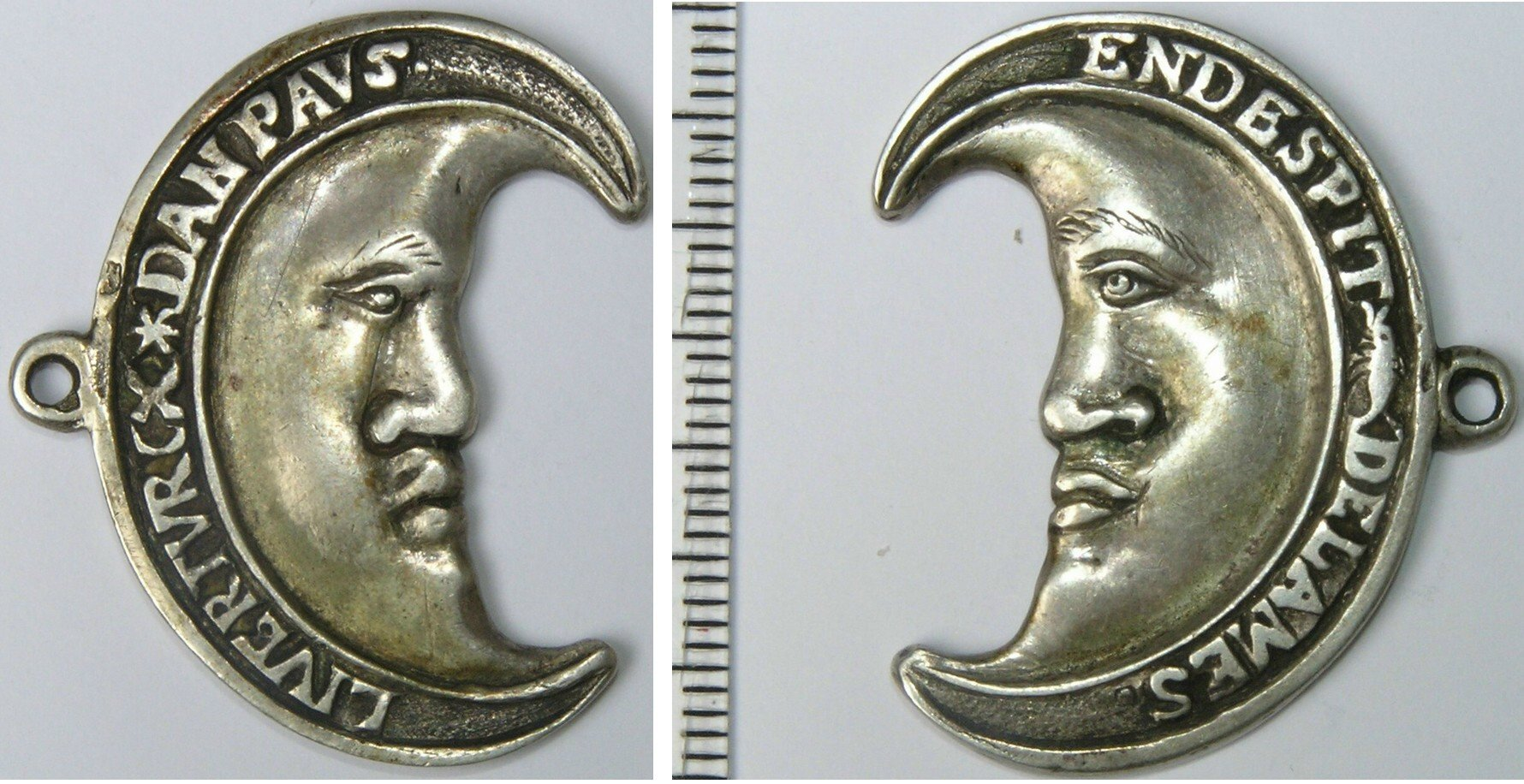
Місяцеподібна гезівська медаль, лите срібло, титлована, близько 1570 р., зі слоганом «Liever Turks dan Paaps» («Краще турок, ніж католик»).

## Відновлення (1572—1585)

### Арраська та Утрехтська унії
У відповідь на унію в Аррасі Вільгельм І Оранський об'єднав північні провінції Голландії, Зеландії, Утрехта, Гельдера та Гронінген в Утрехтську унію 23 січня 1579. Південні міста, такі як Брюгге, Гент, Брюссель та Антверпен, також увійшли до Утрехтської унії. Таким чином, 17 провінцій були розділені на: південне угрупування лояльних іспанському королю провінцій, та угрупування бунтівних північних провінцій Нідерландів.

### Акт про урочисте зречення
- 1572, 1 квітня — гези (граф де ла Марк) захопили Брілле. З території Франції та Німеччини вдерлися протестантські армії Людовика і Вільгельма, однак їхній натиск був відбитий герцогом Альбою.
- 1573, липень — іспанці після 7-місячної облоги захопили Гарлем. Герцог Альба залишає Фландрію.
- 1574, 4 жовтня — гези зняли облогу Лейдена.
- 1576 — антиіспанське повстання оранжистів у Брюсселі: арешт проіспанської Державної Ради. Скликання фламандської дворянської асамблеї Генеральних штатів у Генті (листопад).
- 1577: Генеральні штати укладають «Вічний едикт» з новим іспанським намісником Фландрії Хуаном Австрійським. У результаті заколоту католиків новим центром іспанського панування стає Намюр. Генеральні штати призначають ерцгерцога Матвія генерал-губернатором 12 вересня. Прибуття Вільгельма Оранського до Брюсселя.
- 1578, 31 січня — Битва при Жамблу.
- 1578, лютий — капітуляція Амстердама — останнього іспанського оплоту у Фландрії.
- 1579, Араська унія і 23 січня — Утрехтська унія. На чолі звільнених фламандських провінцій стає Еркюль Франсуа де Валуа.
- 1584 — вбивство Вільгельма Оранського і початок іспанського контрнаступу: падіння Брюгге (22 травня) і Гента (17 вересня).
- 1585 — для захисту Амстердама збудовано панцирний корабель «Finis Bellis».

- 1585 — іспанська армія відвойовує Брюссель і Антверпен (17 серпня).

## Фактична незалежність півночі Нідерландів (1585–1609)
Об'єднані Провінції прагнули отримати допомогу від Франції та Англії, і з лютого по травень 1585 р. навіть пропонували кожному монарху суверенітет над Нідерландами.
У той час, як неофіційно Англія підтримувала Нідерланди протягом багатьох років, Єлизавета І не підтримувала повсталих офіційно, позаяк боялася конфлікту з Іспанією. За рік до цього католики Франції підписали договір з Іспанією з метою знищити французьких протестантів. Боячись, що Франція підпаде під контроль Габсбургів, Єлизавета вирішила діяти. У 1585 р., відповідно до Договору, Єлизавета послала графу Лестеру, як Лорду-регенту, від 5000 до 6000 військовослужбовців, у тому числі 1000 кавалеристів. Граф Лестер виявився поганим командиром, а також не розумів чутливих торгових угод між нідерландським регентом та іспанцями. Крім того, Лестер прийняв сторону радикальних кальвіністів, викликавши недовіру католиків та поміркованих. Лестер також зіткнувся з великою кількістю нідерландських патриціїв, коли намагався зміцнити свою владу за рахунок провінцій. Через рік після приїзду він позбувся підтримки народу. Лестер повернувся lo Англії, після чого Генеральні штати, бувши не в змозі знайти підхожого регента, у 1587 р. призначили 20-річного Моріца Оранського на посаду командувача нідерландської армії. 7 вересня 1589 р. Філіп II наказав перемістити усі наявні сили на південь, щоб перешкодити Генріху Наварському стати королем Франції. Для Іспанії Нідерланди стали однією зі сторін французьких релігійних воєн.
Сучасні кордони Нідерландів переважно сформувалися у результаті кампаній Моріца Оранського. Нідерландські успіхи визначалися не тільки тактичною майстерністю, але й фінансовим тягарем Іспанії, який виник в результаті заміни кораблів, втрачених в катастрофічній кампанії Іспанської Армади в 1588 році, а також необхідності переоснащення військово-морських сил для відновлення контролю над морем після наступної англійської контратаки. Однією з найпримітніших особливостей цієї війни було число заколотів військовослужбовців в іспанській армії через заборгованість по оплаті праці. Сталося щонайменше 40 заколотів в період з 1570 по 1607 рік. 1595 року, коли король Франції Генріх IV оголосив війну Іспанії, іспанський уряд оголосив про банкрутство. Однак, відновивши контроль над морем, Іспанії вдалося значно збільшити постачання золота та срібла з Америки, що дозволило їй збільшити військовий тиск на Англію та Францію.
В рамках фінансового та військового тиску, в 1598 році, Філіп поступився Нідерландами улюбленій дочці Ізабеллі і її чоловікові племіннику ФіліпаАльбрехту VII Австрійському (вони виявилися досить компетентними правителями) після укладення договору з Францією. На цей час Моріц займався завоюванням важливих міст в Нідерландах. Починаючи з важливого укріплення Берген-оп-Зом (1588), Моріц завоював Бреду (1590), Зютфен, Девентер, Делфзейле і Неймеген (1591), Стеенвік, Коворден (1592), Гертруденберг (1593), Гронінген (1594), Грунло, Енсхеде, Оотмарсум, Олдензал (1597) і Граве (1602). Ця кампанія проводилася в прикордонних районах сучасних Нідерландів, в серці Нідерландів зберігався мир, який згодом перейшов у нідерландську Золоту добу.
Іспанська влада в Південних Нідерландах залишалася сильною. Однак, контроль над Зеландією призвів до того, що Північні Нідерланди могли контролювати і закрити гирло річки Шельди, яка пов'язувала з морем важливий порт Антверпен. У порту Амстердама здобули настільки великий зиск з блокади порту Антверпена, що торговці Півночі почали сумніватися в доцільності завоювання Півдня. Кампанія за контроль над південними провінціями почалася в 1600 році за пропозицією Моріца. Попри те, що як причина подавалося звільнення Південних Нідерландів, ця кампанія була спрямована головним чином на усунення загрози для нідерландської торгівлі, що виникла в зв'язку з підтримкою іспанцями торговців Дюнкерка. Іспанці зміцнили свої позиції вздовж узбережжя, що призвело до бою при Ньюпорту.
Армія Генеральних штатів завоювала визнання для себе і свого командира, завдавши поразки іспанській армії у відкритому бою. Моріц зупинив марш на Дюнкерк і повернувся в північні провінції. Поділ Нідерландів на окремі держави стало практично неминучим. При неспроможності усунути загрозу Дюнкерка для торгівлі, Нідерланди створили свої військово-морські сили для захисту морської торгівлі, яка значно зросла після створення створення нідерландської Ост-Індійської компанії в 1602 році. Зміцнення нідерландського флоту стало уперджувальним фактором для військово-морських амбіцій Іспанії.

## Дванадцятирічне перемир'я (1609—1621)
У 1609 р. оголошено припинення вогню, після чого між Іспанською імперією, контрольованими іспанцями південними штатами та Об'єднаними провінціями за посередництва Франції та Англії було укладено Дванадцятирічне перемир'я. Під час перемир'я у нідерландському таборі виникли дві фракції, різноспрямовані політично і релігійно. На одному боці були армінійці, послідовники Якоба Армінія, до чиїх видатних прихильників належали Ян ван Олденбарневелт (Барневелт) і Гуго Гроцій. Армінійці були, як правило, заможними торгівцями, які прийняли суворіше тлумачення Біблії, ніж класичні кальвіністи. Вони опонували радикальнішим гомарістам, які відкрито проголосили свою вірність принцу Моріцу у 1610 р. У 1617 відбулася ескалація конфлікту, коли республіканці провели «Резолюцію», що дозволяла містам вжити заходів у відношенні гомарістів. Принц Моріц звинуватив Яна ван Олденбарневелта (Барневелта) у державній зраді, він був заарештований, а у 1619 р. страчений. Гуго Гроцій покинув країну після втечі з ув'язнення у замку Левенстейн.

## Завершальний етап (1621—1648)

### Відновлення війни
Переговорам про мир заважало два невирішених питання. По-перше, іспанській вимозі релігійної свободи для католиків в північних Нідерландах протиставлялася нідерландська вимога свободи для протестантів на півдні Нідерландів. По-друге, існувала незгода щодо торгових шляхів у різних колоніях (на Далекому Сході, в Північній та Південній Америках), які не могли бути вирішені. Іспанці зробили одне останнє зусилля для завоювання Півночі, а голландці використовували свої військово-морські сили, щоб збільшити свої колоніальні торгові маршрути на шкоду Іспанії. Війна відновилась, ставши частиною маштабнішої Тридцятилітньої війни.

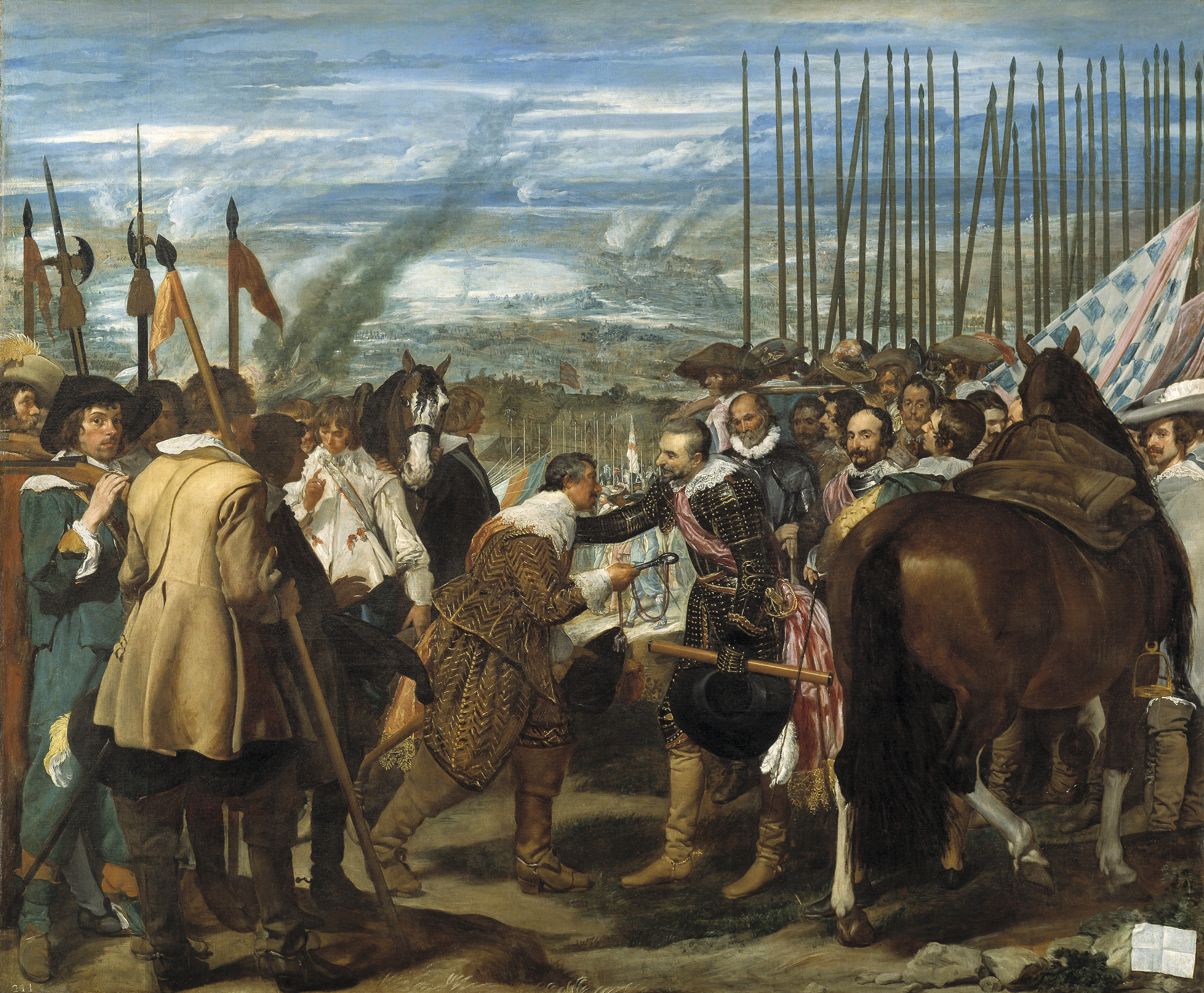
1625: Здача Бреди (Веласкес) зображує нідерландських командирів, що передають ключі від міста іспанському воєначальникові Спінолі.

### Мир

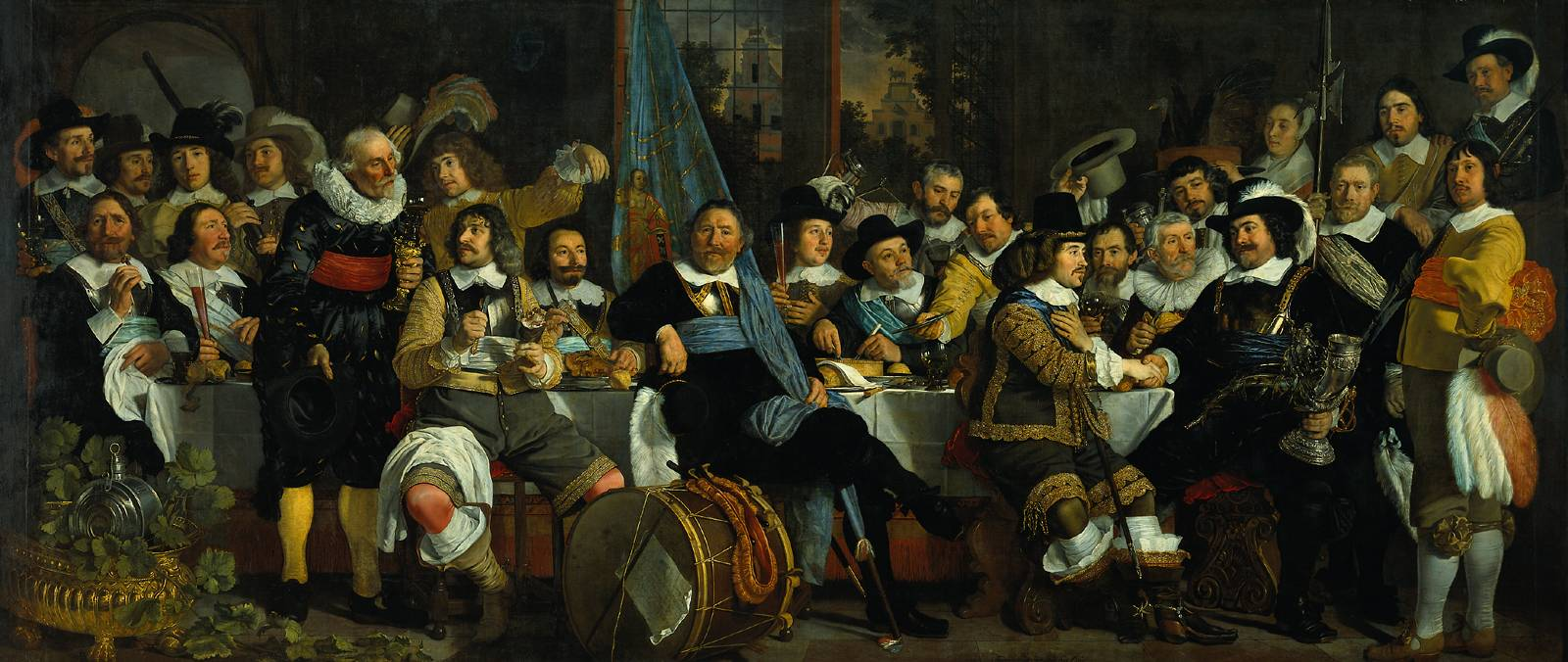
Жителі Амстердама святкують Мюнстерський мир 1648 року, картина Бартоломеуса ван дер Гельста «Урочистості з приводу підписання Мюнстерської угоди»

30 січня 1648 року війна закінчилася підписанням Мюнстерського договору між Іспанією та Нідерландами. У Мюнстері 15 травня 1648 року сторони обмінялися ратифікованими копіями договору. Цей договір був частиною європейського Вестфальського миру, який завершував Тридцятирічну війну. У договорі баланс сил у Західній Європі був скоректований за фактичною геополітичною реальністю. Це означає, що де-юре республіка Об'єднаних провінцій була визнана як незалежна держава і зберегла контроль над територіями, завойованими на пізніх етапах війни.
Мир не був довговічним, виникли нові світові держави. Нідерланди та Англійська республіка почали свою першу війну в 1652 році лише чотири роки після підписання мирного договору.

## Результати й наслідки революції
- Це була перша успішна соціальна революція;
- Унаслідок революції Нідерланди поділені на дві держави  — Голландію (Сполучені провінції Нідерландів) та Бельгію (Південні Нідерланди, що визнали владу Іспанії);
- У результаті поділу країни сформувалося два народи  — голландці-кальвіністи та фламандці-католики;
- У Голландії встановлено республіканську форму правління, до влади прийшли переважно підприємці-купці, буржуазія, нові дворяни;
- У Голландії розпочинається бурхливий економічний розвиток:

 — розвивається виробництво вовняних, шовкових, бавовняних тканин, скляне та цегляне виробництво, суднобудування й суміжні з ним галузі;
 — основа розвитку економіки країни  — торгівля;
 — землі, конфісковані у короля та прибічників Іспанії передані фермерам в оренду або продані;
 — стала колоніальною державою (Північна Америка, Південна Африка, Індонезія).